# Антон Панайотов
Антон Панайотов Иванов е революционер, деец на Върховния македоно-одрински комитет.

## Биография
Антон Панайотов е роден в 1873 година в югозападномакедонското яновенско село Кърчища, тогава в Османската империя. Присъединява се към Върховния комитет. Участва в Илинденско-Преображенското въстание през лятото на 1903 година с четата на войводата поручик Христо Танушев в Пирин, Серския революционен окръг. По-късно е член на Илинденската организация.
Умира във Варна, България, на 19 август 1933 година.